# Alyson Books
 (транскр.  Алисон букс), раније позната као Alyson Publications, издавачка је кућа која је фокусирана на књиге са ЛГБТ тематиком. Бивши издавач Дон Вајс описао ју је као „најстаријег и највећег издавача ЛГБТ књижевности на свету“ и „дом награђиваних књига у области мемоара, историје, хумора, комерцијалне фикције, мистерије и еротике, између осталог“.
Основао ју је Саша Алисон 1980. у Бостону. Године 1995. кућу је купила компанија Liberation Publications, која ју је 2008. продала корпорацији Regent Entertainment Media, Inc..
Српско-канадски аутор Миодраг Којадиновић заступљен је у неколико њихових антологија.

## Неке од објављених књига
-{
- Watts, Julia (2001). Finding H.F. Alyson Books. ISBN 978-1-55583-622-1.
- Young, Gay and Proud. ISBN 978-1-55583-001-4.
- Dykes to Watch Out For
- Califia, Patrick; Sweeney, Robin (1996). The Second Coming: A Leatherdyke Reader. Alyson Publications. ISBN 978-1-55583-281-0.
- Califia, Pat (1993). Melting Point. Alyson Publications. ISBN 978-1-55583-162-2.
- Doing it for Daddy
- Califia, Patrick (1988). Macho Sluts. Alyson Publications. ISBN 978-1-55583-115-8.
- Califia, Patrick (1990). Doc and Fluff. Alyson Publications. ISBN 978-1-55583-176-9.
- Jay Cox, C. (2004). Latter Days. Alyson Books. ISBN 978-1-55583-868-3.
- The First Gay Pope and Other Records
- Newman, Lesléa (1995). The Femme Mystique. Alyson Publications. ISBN 978-1-55583-255-1.
- Newman, Lesléa (1998). Pillow Talk. Alyson Books. ISBN 978-1-55583-419-7.
- Tea, Michelle; Catalyst, Clint (2004). Pills, Thrills, Chills and Heartache. Alyson Books. ISBN 978-1-55583-753-2., бестселер Лос Анђелес тајмса[5]
- The Lillian Byrd
- Sonnie, Amy (2000). Revolutionary Voices: A Multicultural Queer Youth Anthology. Alyson Books. ISBN 978-1-55583-558-3.
- Sheppard, Simon; Christian, M. (2000). Rough Stuff: Tales of Gay Men, Sex, and Power. Alyson Books. ISBN 978-1-55583-520-0.
- The Trouble with Harry Hay: Founder of the Modern Gay Movement
- Half-Life
- Out on Fraternity Row: Personal Accounts of Being Gay in a College Fraternity
- Secret Sisters: Stories of Being Lesbian & Bisexual in a College Sorority
- Best Lesbian Love Stories, 2003-2005
- Brown, Angela (2004). Mentsh: On Being Jewish and Queer. Alyson Books. ISBN 978-1-55583-850-8.
- Love, Bourbon Street: Reflections of New Orleans
- Hutchins, Loraine; Kaahumanu, Lani (1991). Bi Any Other Name: Bisexual People Speak Out. Alyson Pub. ISBN 978-1-55583-174-5.
- The Bisexual's Guide to the Universe
- Lewis, Marilyn Jaye (2007). Entangled Lives: Memoirs of 7 Top Erotica Writers. Alyson Books. ISBN 978-1-55583-998-7.
- First You Fall
- Girl Meets Girl: A Dating}-